# Deelerwoud

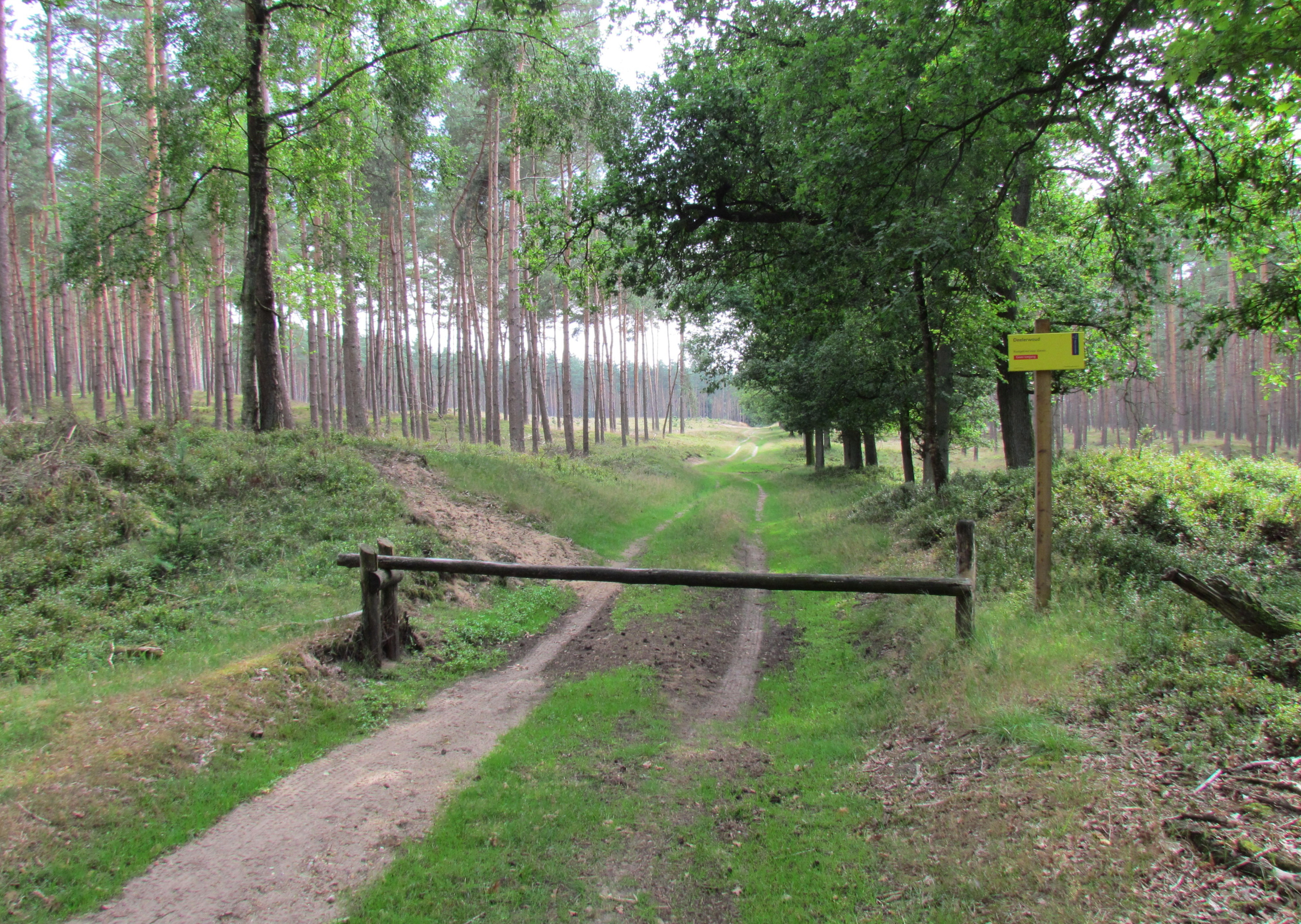
In het noordoostelijk deel van het Deelerwoud

Het Deelerwoud is een Nederlands natuurgebied van 2380 hectare op de Veluwe in de provincie Gelderland. Het betreft een bos- en heidegebied ten noorden van Arnhem, preciezer aangeduid ten noordoosten van het dorpje Deelen, tussen het Nationaal Park De Hoge Veluwe aan de westzijde en het Nationaal Park Veluwezoom aan de oostzijde. Het Deelerwoud ligt grotendeels in de gemeente Ede en voor een klein gedeelte in de gemeente Apeldoorn.

## Algemeen
Tegenwoordig is het gebied verdeeld in drie gebieden. Een noordelijk deel (Landgoed Deelerwoud) van 675 hectare, dat in particulier bezit is, een westelijk deel (Hoog Deelen) van 475 hectare, tevens particulier bezit, en een zuidoostelijk deel (Deelerwoud) van 1230 hectare dat in bezit is van de Vereniging Natuurmonumenten. Dit zuidoostelijke deel is vrij toegankelijk op wegen en paden, met uitzondering van rustgebieden. Er zijn drie wandelroutes en een onverhard fietspad. Het hoogste uitzichtpunt is de Hartenhulberg (90 meter boven NAP) op de Kleine Heide. In dit gebied ligt ook de monumentale Lebretshoeve uit 1860 met een stap- of rosmolen uit 1910. Het gebied wordt via een ecoduct over de A50 bij Terlet verbonden met het Nationaal park Veluwezoom.
In het najaar van 2007 werden er voorbereidingen aangebracht voor mogelijke wildmigratie tussen het Deelerwoud en De Hoge Veluwe tijdens het onderhoud aan de provinciale weg N804, in het kader van het project Hart van de Veluwe. Het raster van De Hoge Veluwe was in augustus 2013 nog steeds niet verwijderd.

## Geschiedenis
Het gebied dat nu het Deelerwoud is werd in 1841 aangekocht door baron Van Heeckeren-van Enghuizen. Hij begon meteen met de bebossing van de stuifzanden door grote delen met grove den en zomereik te beplanten. Door de aanleg van een raster werd het gebied ontoegankelijk voor het publiek. In 1890 werd een groot deel van het bos gekapt en opnieuw beplant met grove den; dit zijn de oudste dennenbossen die hier nog aanwezig zijn. De eiken van de huidige spaartelgenbossen (in totaal 50 ha) zijn mogelijk ouder; deze zijn ontstaan toen het traditionele hakhoutbeheer werd beëindigd.
In 1908 werd het Deelerwoud verkocht aan de grofwildjager Lebret, die het bos liet verwaarlozen. Onder de volgende eigenaar vanaf 1935 werd het bos weer goed beheerd. Kaalslag door de Duitse bezetters in 1940-1945 en door zware stormen in het begin van de jaren 70 werd door herbeplanting hersteld. Uitbreiding van het bosareaal vond niet meer plaats.

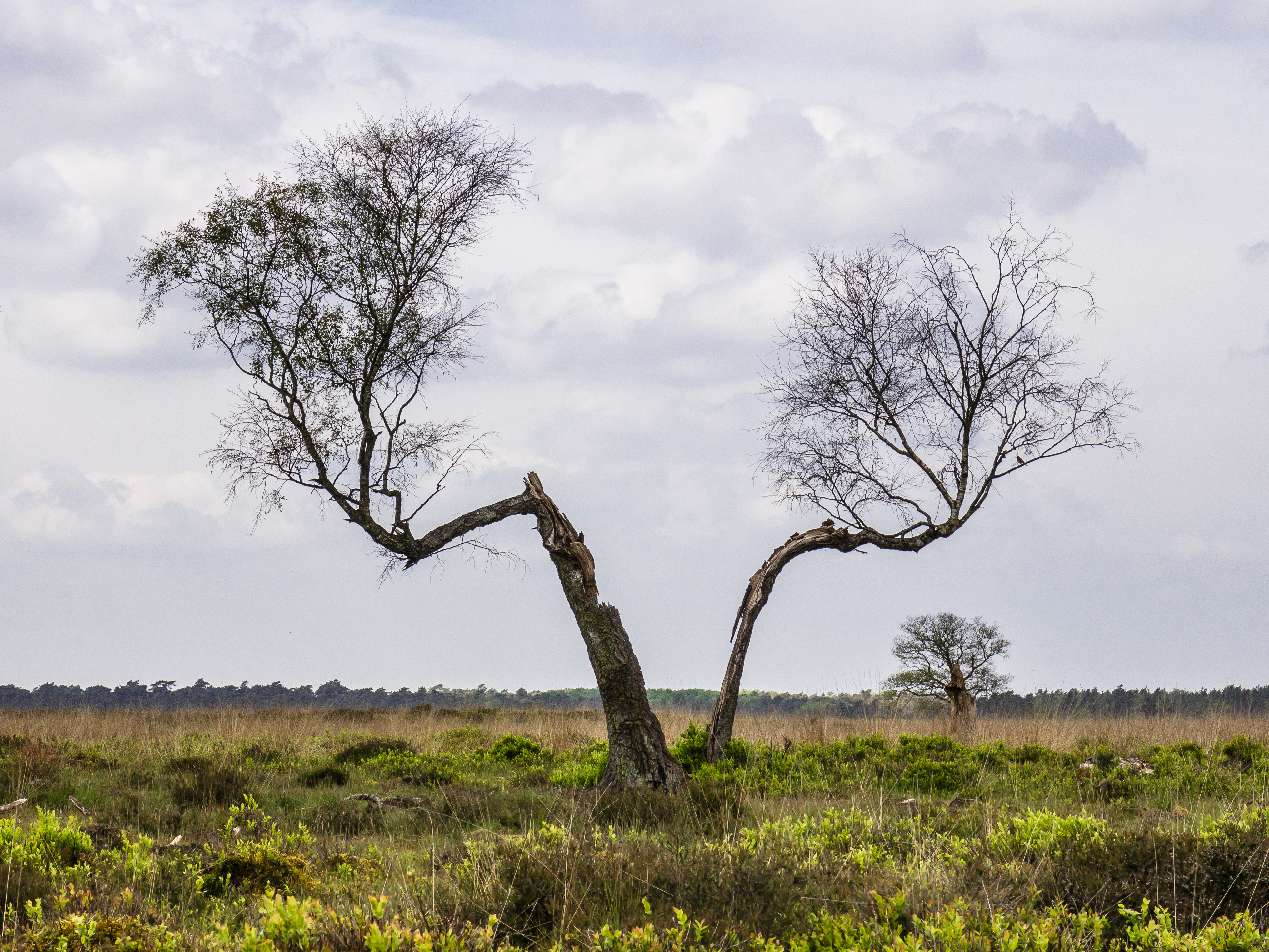
Gespleten dode berk in het Deelerwoud.

### Behoud het Deelerwoud
In 1967 wilde de eigenaar van het zuidoostelijk deel zijn gebied verkopen. In datzelfde jaar had Natuurmonumenten de Deelerheide al aangekocht. Ondanks steun van rijk en provincie lukte het nog niet het benodigde geld bijeen te krijgen. Het ging om een bedrag van 8 miljoen gulden. Door de landelijke inzamelactie Behoud het Deelerwoud wist Natuurmonumenten haar aandeel van 2 miljoen gulden bijeen te brengen en het gebied aan te kopen. Daardoor werden gedeeltelijke bebouwing en snipperverkaveling voorkomen en werd het gebied - na meer dan een eeuw afgesloten te zijn geweest - voor het publiek opengesteld.

## Flora en fauna
Het natuurgebied van Natuurmonumenten bestaat uit typisch Veluws bos- en heidegebied op voormalig stuifzand. Het centrale bosgedeelte (400 ha) bestaat uit grove den, gemengd bos en oud eikenhakhout met een rijke ondergroei. In het zuiden van het gebied komen uitgestrekte heidevelden voor, met planten als gaspeldoorn, rode bosbes en breedbladige wespenorchis. De heide wordt begraasd door Schotse Hooglander. edelhert, damhert, ree, Andere zoogdieren die in het gebied voorkomen zijn  wild zwijn, vos en boommarter. Er broeden diverse roofvogels, raven en drie soorten spechten: de grote bonte, de groene en de zwarte specht. Op de heidevelden broeden nachtzwaluw, wulp, veldleeuwerik, roodborsttapuit en geelgors. Ook leven hier hazelworm, adder en zandhagedis.
Een bijzondere insectensoort die de landelijke pers haalde is de bonte grasuil. De rupsen van deze nachtvlinder ontwikkelden zich in 1987 explosief in het Deelerwoud, waardoor een oppervlak van 500 ha bochtige smele (grasvegetatie) werd kaalgevreten. Door voedselgebrek verlieten de edelherten het rustgebied en moest Natuurmonumenten een deel van het gebied tijdelijk afsluiten voor het publiek. De rupsen verpopten zich uiteindelijk in de grond en werden een aantrekkelijke voedselbron voor de wilde zwijnen. Op zoek naar dit voedsel wroetten de zwijnen hele percelen bosbodem om, waardoor veel boomzaden konden ontkiemen en jong bos ontstond.
Sinds 2001 mag er niet meer op damhert en edelhert gejaagd worden in het natuurgebied van Natuurmonumenten. Hierdoor zijn de aantallen grofwild flink toegenomen. De kans dat men wild treft in het gebied is hierdoor groter dan in andere gebieden waar wel gejaagd wordt.